# Bellucia dichotoma
Bellucia dichotoma är en tvåhjärtbladig växtart som beskrevs av Célestin Alfred Cogniaux. Bellucia dichotoma ingår i släktet Bellucia och familjen Melastomataceae. Inga underarter finns listade i Catalogue of Life.